# Maurice Tourneur
Pour les articles homonymes, voir Thomas et Tourneur.
Maurice Félix Thomas dit Maurice Tourneur, né le 2 février 1876 dans le 17e arrondissement de Paris et mort le 4 août 1961 dans le 16e arrondissement de la même ville, est un réalisateur français.
Il est le frère du comédien Robert Tourneur et le père du réalisateur franco-américain Jacques Tourneur.

## Biographie
Fils d'un bijoutier de Belleville, Maurice Tourneur étudie au Lycée Condorcet, où il se lie d'amitié avec Francis Jourdain. Puis il commence sa vie professionnelle comme graphiste et illustrateur de magazines dans sa jeunesse. Après s'être engagé dans une unité d'artillerie française en Afrique du Nord, il devient, à son retour, assistant du sculpteur Auguste Rodin, puis celui du peintre Puvis de Chavannes,. Attiré par le théâtre, plusieurs personnes de sa famille font partie d'une troupe, il devient acteur, croise la route de la tragédienne Réjane et la suit dans sa tournée en Amérique du Sud. Il intègre ensuite la compagnie d'André Antoine. En 1904, il épouse la comédienne Fernande Petit dite Fernande Van Doren, (1877-1964), dont il aura un fils, le futur Jacques Tourneur. Jusqu'en 1911, il met en scène près de 400 pièces de théâtre.
Dès 1912 il s'intéresse au cinéma, devient l'assistant de son ami Émile Chautard puis passe à la réalisation. Pour la Société Française des Films et Cinématographes Éclair il tourne Figures de cire, Les Gaîtés de l'escadron, Fille de pirates.  Maniant bien la langue anglaise, il est envoyé en 1914 par Éclair aux États-Unis. À cette époque la World Pictures, considère Tourneur  comme le meilleur cinéaste du moment. En 1918, il fonde sa propre maison de production. Il divorce de sa première femme en 1923 et épouse l'actrice Louise Lagrange.
Revenu en France à l'avènement du parlant, après plusieurs déconvenues sur ses derniers films américains, il tourne jusqu'en 1948. Victime d'un accident d'auto, devenu paraplégique, il se met à la traduction de romans policiers,.
À sa mort en 1961 à l'âge de 85 ans, il est enterré au cimetière du Père-Lachaise (71e division).
Il fait partie des très rares artistes français à avoir été honorés par une étoile au Hollywood Walk of Fame à Los Angeles.

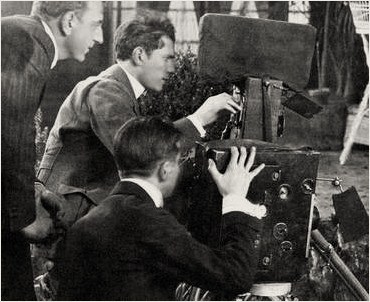
Maurice Tourneur (à gauche), en 1917, sur le tournage de Pauvre petite fille riche, avec son cameraman Lucien Andriot.
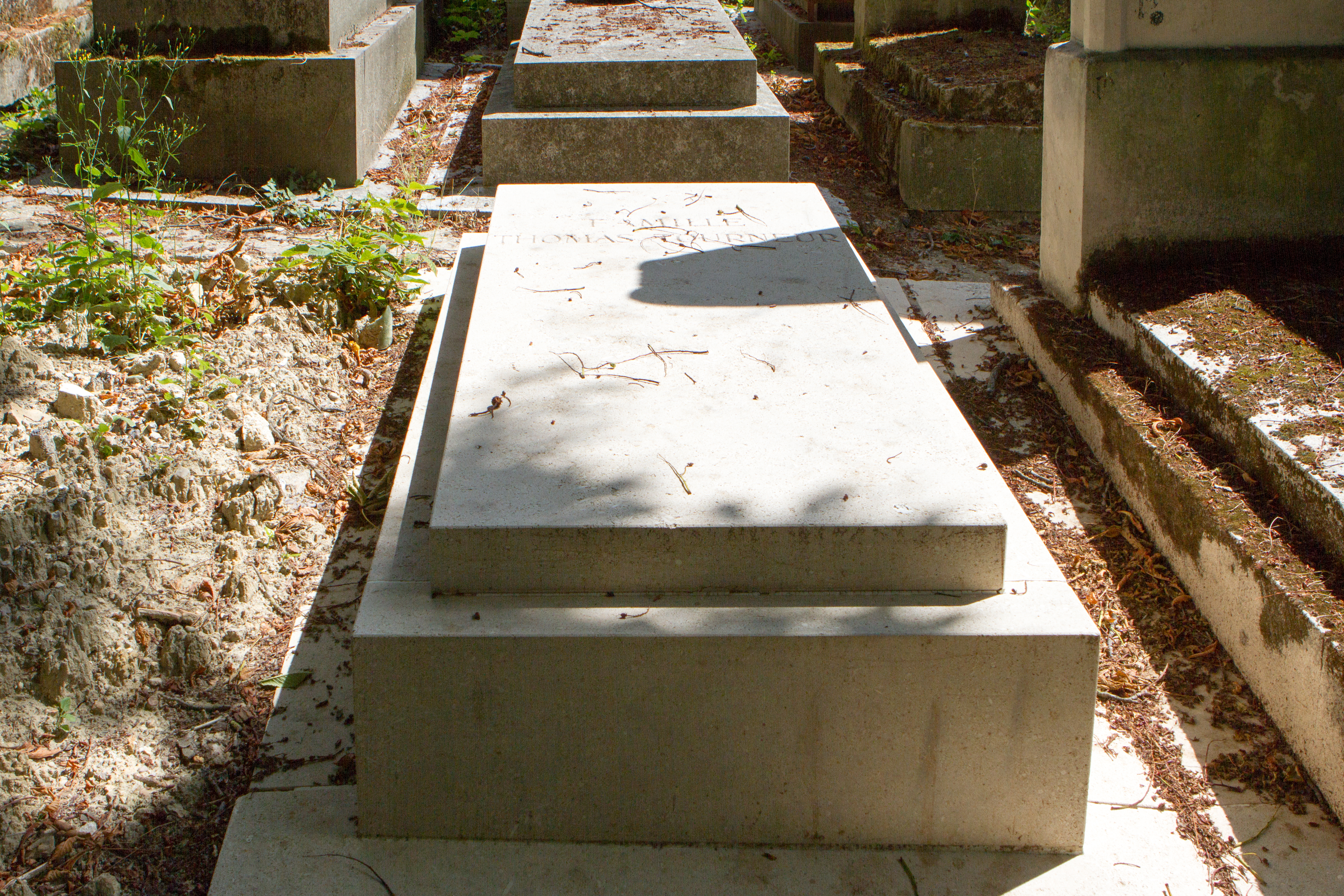
Sépulture au cimetière du Père-Lachaise (division 71).

## Filmographie

### Cinéma muet

#### France
| - 1912 : - Max boxeur par amour de Max Linder, où il est acteur - 1913 : - Le Mystère de la chambre jaune - Jean la Poudre - Les Gaîtés de l'escadron - Le Système du docteur Goudron et du professeur Plume - Le Dernier Pardon - Le Puits mitoyen - Le Camée - Sœurette - Le Corso rouge - Mademoiselle Cent-Millions - Le Friquet - La Bergère d'Ivry | - 1914 : - Monsieur Lecoq - Figures de cire - Le Parfum de la dame en noir |

#### États-Unis
| - 1914 : - La Treizième Heure (The Man of the Hour) - Maman (Mother) - Fille de pirates (The Wishing Ring) - Le Spéculateur (The Pit) - 1915 : - The Cub - Le Code secret (The Ivory Snuff Box) - Insouciance (A Butterfly on the Wheel) - Jimmy le mystérieux (Alias Jimmy Valentine) - Trilby (Trilby) - 1916 - The Closed Road - La Folle Chimère (The Pawn of Fate) - The Hand of Peril - The Rail Rider - L'Amérique, champion du droit (The Velvet Paw) - A Girl's Folly - 1917 : - La Casaque verte (The Whip) - La Flamme éternelle (The Undying Flame) - L'Exilée (Exile) - The Law of the Land - Fille d'Écosse (The Pride of the Clan) - Pauvre petite fille riche (The Poor Little Rich Girl) - La Délaissée (Barbary Sheep) - Les Étapes du Bonheur (The Rise of Jenny Cushing) - 1918 : - Les Yeux morts (The Rose of the World) - Maison de poupée (A Doll's House) - L'Oiseau bleu (The Blue Bird) - Prunella - Woman | - 1919 : - Sporting Life - My Lady's Garter - La Bruyère blanche (The White Heather) - La Ligne de vie (The Life Line) - Le Secret du bonheur (Victory) - Le Papillon brisé (The Broken Butterfly) - 1920 : - The County Fair - Un lâche (The Great Redeemer) - Dans la ville endormie (While Paris Sleep) - L'Île au trésor (Treasure Island) - Le Cercle blanc (The White Circle) - Au fond de l'océan (Deep Waters) - 1921 : - La Fange (The Bait) - Le Dernier des Mohicans (The Last of the Mohicans) de Clarence Brown et Maurice Tourneur - The Foolish Matrons - 1922 : Lorna Doone - 1923 : - Calvaire d'apôtre (The Christian) - L'Île des navires perdus (The Isle of Lost Ships) - The Brass Bottle - Les Deux Gosses (Jealous Husbands) - 1924 : - Torment ; - La Phalène blanche (The White Moth) - 1925 : - La Frontière humaine (Never the Twain Shall Meet) - Sporting Life - Le Corsaire aux jambes molles (Clothes Makes the Pirate) - 1926 : - Aloma (Aloma of the South Seas) - Le Cavalier des sables (Old Loves and News) |

#### Allemagne
- 1927 : Le Navire des hommes perdus (Das Schiff der verlorenen Menschen)

#### France
- 1928 : L'Équipage, dernier film muet de Tourneur, tourné lors de son retour en France, commencé avant son départ en Allemagne pour le tournage de Le Navire des hommes perdus, mais achevé après celui-ci.

### Cinéma parlant

#### France
- 1930 : Accusée, levez-vous !
- 1931 : Maison de danses ; Partir
- 1932 : Au nom de la loi ; Les Gaités de l'escadron ; Lidoire
- 1933 : Les Deux Orphelines ; L'Homme mystérieux (Obsession)
- 1933 : Le Voleur
- 1935 : Justin de Marseille ; Kœnigsmark
- 1936 : Samson ; Avec le sourire
- 1938 : Le Patriote ; Katia
- 1941 : Volpone
- 1941 : Péchés de jeunesse ; Mam'zelle Bonaparte
- 1943 : La Main du diable
- 1943 : Le Val d'enfer
- 1944 :  Cécile est morte
- 1948 : Après l'amour
- 1948 : Impasse des Deux-Anges

## Théâtre
- 1903 : Maternité d'Eugène Brieux, mise en scène André Antoine, théâtre Antoine